# Rheinhausen (distretto di Duisburg)
Rheinhausen è un distretto urbano (Stadtbezirk) di Duisburg.
Ha una superficie di 38,68 km² e una popolazione (2008) di 77.595 abitanti.

## Geografia antropica

### Suddivisioni amministrative
Il distretto urbano di Rheinhausen è diviso in 5 quartieri (Stadtteil):
- 601 Rheinhausen-Mitte
- 602 Hochemmerich
- 603 Bergheim
- 604 Friemersheim
- 605 Rumeln-Kaldenhausen